# Férfi 400 méteres gyorsúszás az 1958-as úszó-Európa-bajnokságon
Az 1958-as úszó-Európa-bajnokságon a férfi 400 méteres gyorsúszás selejtezőit szeptember 2-án tartották. A döntőt szeptember 3-án rendezték. A versenyszámban 20-an indultak.
A magyar versenyzők közül Katona József ötödik lett, Bodnár András a selejtezőben kiesett.

## Rekordok
|              | Név          | Nemzet             | Idő    | Helyszín  | Dátum               |
| ------------ | ------------ | ------------------ | ------ | --------- | ------------------- |
| Világcsúcs   | John Konrads | Ausztrália         | 4:25,9 | Sydney    | 1958. január 15.    |
| Európa-csúcs | Ian Black    | Egyesült Királyság | 4:28,4 | Blackpool | 1958. augusztus 20. |

A versenyen új rekord született:
| Európa-bajnoki csúcs | selejtező | Egyesült Királyság Ian Black | 4:28,9 | Budapest, Magyarország | szeptember 2. |

## Eredmény

### Selejtezők
| Helyezés | Futam | Név                       | Nemzet             | Idő    | Megj.  |
| -------- | ----- | ------------------------- | ------------------ | ------ | ------ |
| 1.       | 3     | Ian Black                 | Egyesült Királyság | 4:28,9 | Q, ECR |
| 2.       | 2     | Borisz Nyikityin          | Szovjetunió        | 4:37,1 | Q      |
| 3.       | 2     | Katona József             | Magyarország       | 4:39,1 | Q      |
| 4.       | 1     | Vlagyimir Sztruzsanov     | Szovjetunió        | 4:41,3 | Q      |
| 5.       | 3     | Paolo Galletti            | Olaszország        | 4:41,5 | Q      |
| 6.       | 4     | Hans Reich                | NDK                | 4:45,7 | Q      |
| 7.       | 2     | Robert Sreenan            | Egyesült Királyság | 4:47,5 | Q      |
| 8.       | 4     | Karl Engelhardt           | NDK                | 4:48,3 | Q      |
| 9.       | 4     | Bodnár András             | Magyarország       | 4:48,7 |        |
| 10.      | 1     | Lars Larsson              | Dánia              | 4:48,9 |        |
| 11.      | 3     | Gotfryd Gremlowski        | Lengyelország      | 4:49,6 |        |
| 12.      | 1     | Leo Verburgt              | Hollandia          | 4:50,5 |        |
| 13.      | 1     | Vlado Brinovec            | Jugoszlávia        | 4:51,2 |        |
| 13.      | 3     | Günther Schmid            | Ausztria           | 4:51,2 |        |
| 15.      | 1     | Edward Bastek             | Lengyelország      | 4:51,5 |        |
| 16.      | 1     | Karri Käyhkö              | Finnország         | 4:53,3 |        |
| 17.      | 2     | Helmuth Ilk               | Ausztria           | 4:55,7 |        |
| 18.      | 2     | Sztefan Papaszimakopulosz | Görögország        | 5:00,7 |        |
| 19.      | 3     | Lars Krogh                | Norvégia           | 5:04,7 |        |
| 20.      | 1     | Ünsal Fikirci             | Törökország        |        | DNF    |

### Döntő
| Helyezés | Pálya | Név                   | Nemzet             | Idő    | Megj. |
| -------- | ----- | --------------------- | ------------------ | ------ | ----- |
|          | 4     | Ian Black             | Egyesült Királyság | 4:31,3 |       |
|          | 5     | Borisz Nyikityin      | Szovjetunió        | 4:36,2 |       |
|          | 2     | Paolo Galletti        | Olaszország        | 4:38,1 |       |
| 4        | 6     | Vlagyimir Sztruzsanov | Szovjetunió        | 4:39,6 |       |
| 5        | 3     | Katona József         | Magyarország       | 4:43,5 |       |
| 6        | 8     | Karl Engelhardt       | NDK                | 4:45,9 |       |
| 7        | 1     | Robert Sreenan        | Egyesült Királyság | 4:46,6 |       |
| 8        | 7     | Hans Reich            | NDK                | 4:51,8 |       |